# Буймістер Валерій Григорович
Валерій Григорович Буймістер (21 травня 1948, Виборг, Росія — 12 листопада 2021, Київ) — український співак (ліричний баритон), Народний артист України (1994).
Лауреат Державної премії України ім. Т. Г. Шевченка (1999). Лауреат гран-прі Міжнародного конкурсу вокалістів у Парижі (1976).

## Біографія

Могила Валерія Буймістра, Байкове кладовище

У 1966 році закінчив Ічнянську середню школу № 1.
Закінчив Київське музичне училище та Київську консерваторію (1975 р.) у класі професора Д. Євтушенка.
В 1969 — 1971 рр. — соліст Ансамблю пісні і танцю Київського військового округу (нині — Ансамбль Збройних Сил України).
У 1971 — 1973 рр. — соліст Оперної студії при Київській консерваторії, в 1973 — 1974 рр. — соліст хорової капели ім. Б. Лятошинського (м. Київ), у 1974 — 1976 рр. — хору Українського радіо і телебачення.
З 1976 р. — соліст (баритон) Київської філармонії.
З 1995 — викладач Національної музичної академії України (на кафедрі сольного співу, з 2000 — доцент).
Раптово помер на 74-му році життя 12 листопада 2021 року. Похований на Байковому кладовищі (ділянка № 33, 50°25′7.17″ пн. ш. 30°30′11.11″ сх. д. / 50.4186583° пн. ш. 30.5030861° сх. д.).

## Творчість
У репертуарі Валерія Буймістра — оперні партії: Микола («Наталка Полтавка»), Онєгін («Євгеній Онєгін»), Роберт («Іоланта»), Жермон («Травіата»), Ґреґуар («Сокіл»); а також камерний репертуар, що охоплює не тільки світову й українську класику, а й твори сучасних українських композиторів (Євген Станкович, Юрій Ланюк, Олег Кива, Володимир Шумейко, Володимир Рунчак та інші). Географія виступів охоплює США, Мексику, Канаду, Німеччину, Велику Британію, Францію, Іспанію, Португалію, Данію, Чехію, Словаччину, Сингапур, Австралію, Нову Зеландію.
Серед учнів — Т. Браілян, М. Буймістер, І. Донцов, І. Ладіна тощо.
Голос Валерія Буймістра звучить на трьох платівках («Мелодія»), записах для радіо. Також про нього зняли два фільми (Укртелефільм): «Станси» (1987), «Співає Валерій Буймістер» (1991).

## Громадська діяльність
Є співзасновником Чернігівського земляцтва в Києві, активіст Ічнянського відділення земляцтва.